# 哈德遜縣
哈德遜县（英語：Hudson County）是美国新泽西州東北部的一個縣，東隔哈德遜河與紐約市曼哈頓島相望，南與史泰登島相望，是紐約都會區的一部份，泽西市為其中最大的城市與郡治，面積162平方公里，為紐澤西州最小的郡，卻是美國內人口密度最高的郡之一。根據2020年美國人口普查，共有人口72萬4,854人，比2000年美國人口普查的60萬8,975人增加了11萬5,897人(+19%)，取代蒙茅斯縣成為紐澤西州人口第四多的郡。根據2010年的人口普查，哈德遜郡人口密度為每平方英哩有13,731.4人，是美國第六高的郡。該縣成立於1840年2月22日，以英国探險家亨利·哈德遜命名的哈德遜河取名。

## 地理與地形

### 行政區劃
哈德遜郡下劃分為12個城鎮：
- 1. 貝永-市
- 2. 泽西市-市
- 3. 霍博肯-市
- 4. 友聯市（Union City）-市

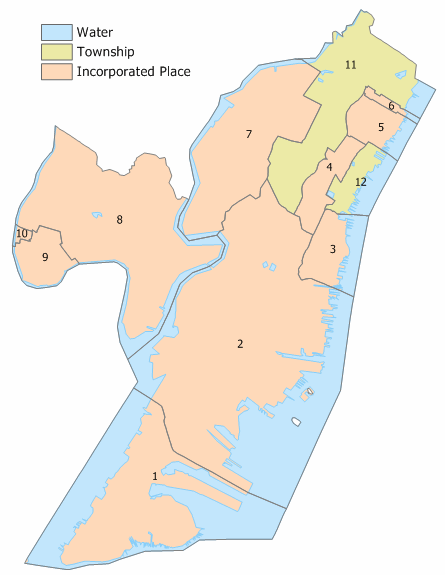
哈德遜郡行政區劃

- 5. 西紐約（West New York, New Jersey）-鎮
- 6. 古滕貝格（Guttenberg）-鎮
- 7. 錫考克斯（Secaucus）-鎮
- 8. 卡尼（Kearny）-鎮
- 9. 哈里遜（Harrison）-鎮
- 10. 東紐華克（East Newark）-鎮
- 11. 北伯根（North Bergen）-鎮
- 12. 威霍肯（Weehawken）-鎮

### 地形

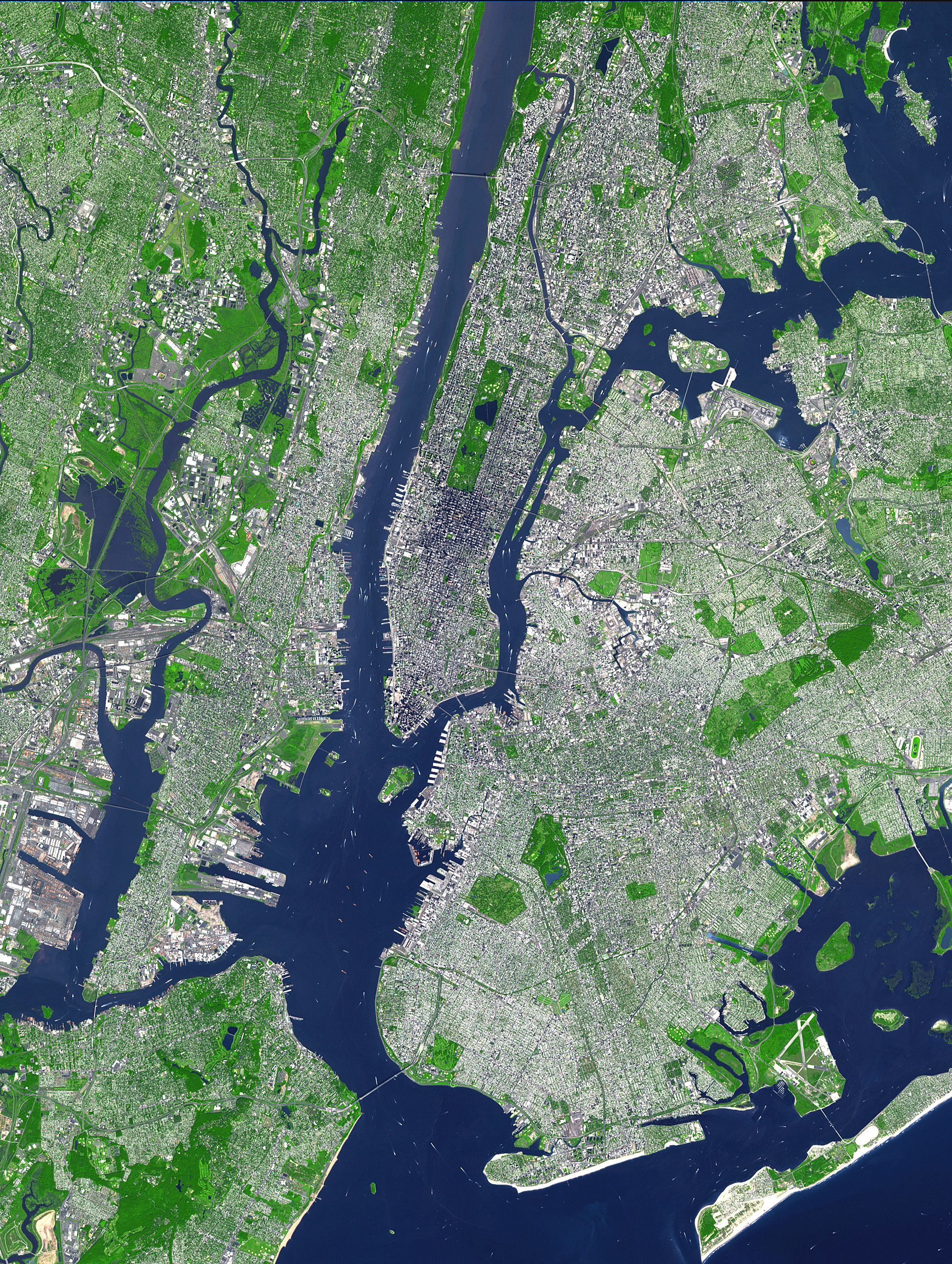
紐約都會區核心的衛星照片。一千萬多人居住在照片範圍內，哈德遜郡大致位於照片左側的半島上。

根據2010年人口普查，哈德遜郡總面積為62.31平方英里（161.4平方），其中46.19平方英里（119.6平方）(74.1%)為陸地面積，而16.12平方英里（41.8平方）(25.9%)為水體面積，為紐澤西州下21個郡中面積最小的郡，比次小的友聯郡面積一半都不到，亦為美國國內陸地面積第八小的郡。
哈德遜郡位於紐約都會區的核心處，紐澤西州的東北部，東臨哈德遜河與上纽约湾，南扼范库尔水道，西向纽华克湾、哈肯萨克河、及帕塞伊克河，北接博根郡為其為一的陸地交接處。

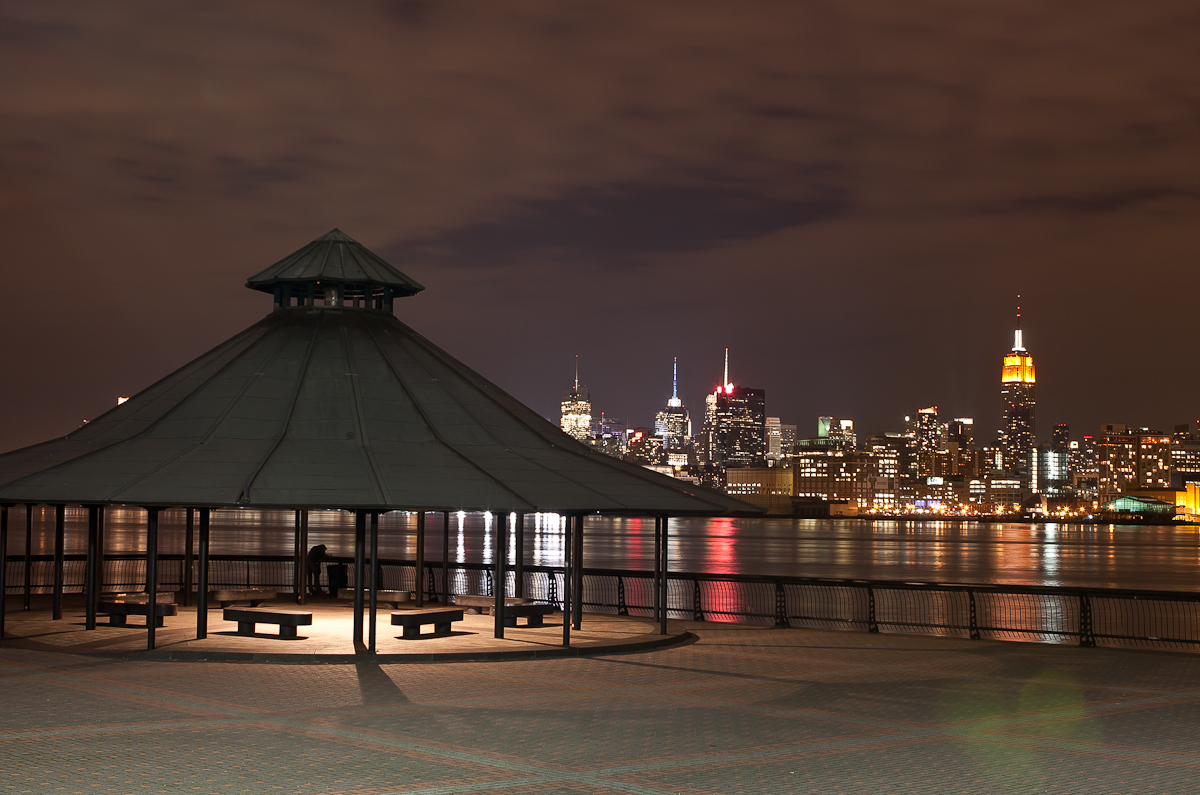
從霍伯肯望向紐約中城

哈德遜郡最顯著的地形是紐澤西懸崖。北部的地形非常陡峭，因為懸崖東面與河岸的距離非常近，不過西面則較為平緩為單面山地形。地勢到了南部的半島變逐漸低緩下來，造成平緩的海岸。哈德遜郡西部地區是屬於紐澤西濕地一部份。郡內最高點位於西紐約鎮，為海拔79公尺；最低點為海平面。哈德遜郡瀕臨紐約港，其中著名的埃利斯島與自由島全部位於哈德遜郡境內的水域，並不是位於紐約市的水域，不過自由島為紐約州管理，而埃利斯島則是由紐約州與紐澤西州共同管理。

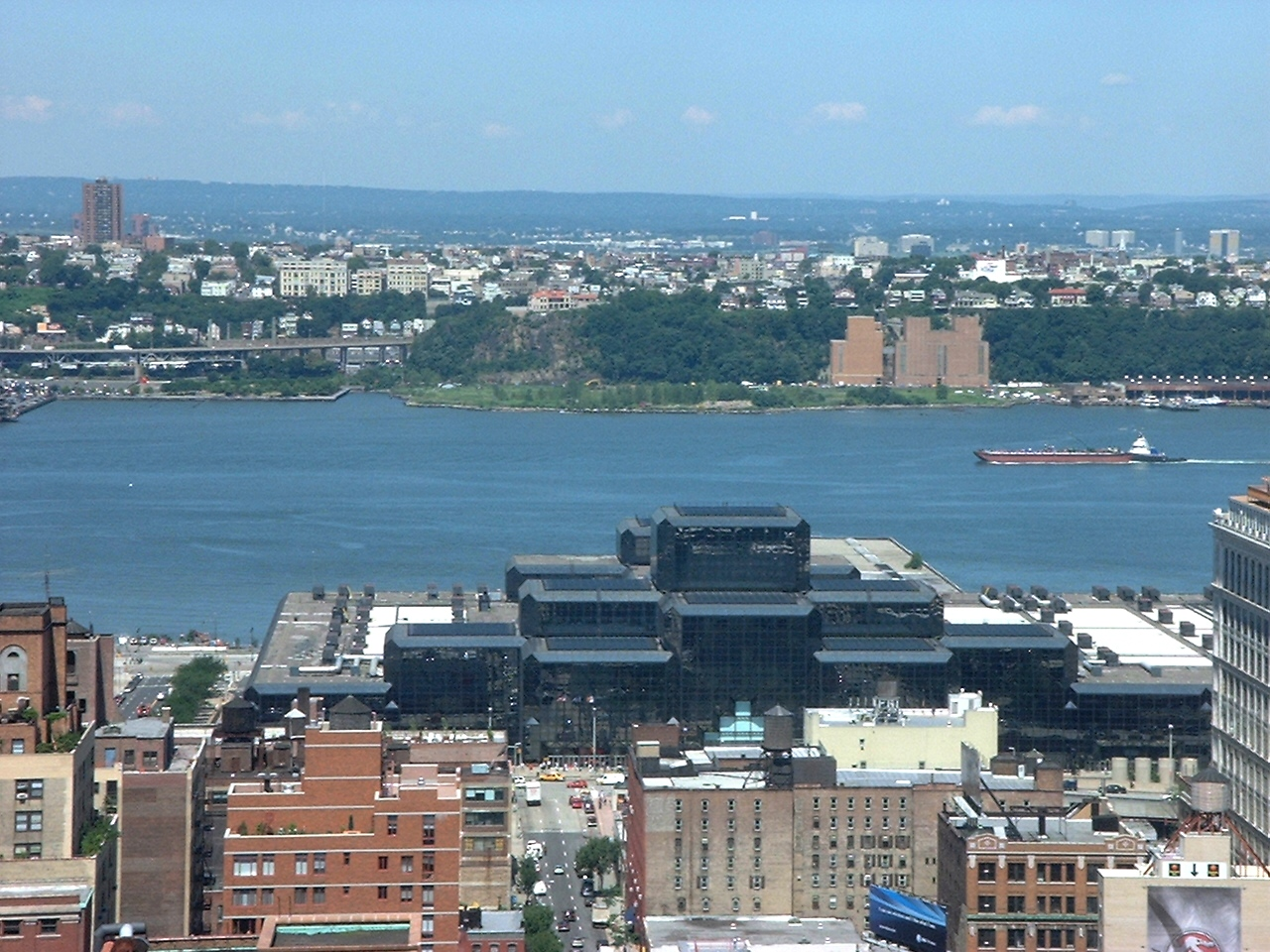
前景為紐約市曼哈頓，中間為哈德遜河，後段為紐澤西州哈德遜郡的紐澤西懸崖地形。

哈德遜郡鄰近的行政區各為，東面紐約州紐約郡與國王郡，西向紐澤西州艾塞克斯郡與友聯郡，南臨紐約州里奇蒙郡，北接紐澤西州博根郡是其為一的陸地交界。因為哈德遜郡緊鄰曼哈頓，所以時常被稱為紐約市的第六區。
哈德遜郡主要位於哈肯賽克河與哈德遜河之間的細長形半島上，當地稱之為博根岬。其城市發展非常密集，沒有顯著的間隔，城鎮之間的街道與市區常常連綿成一氣，難以分辨。郡道501（甘迺迪大道）自南向北穿越整個博根岬半島。

## 人口
| 调查年                                          | 人口    | 备注          | %±     |
| ----------------------------------------------- | ------- | ------------- | ------ |
| 1840                                            | 9,483   |               | —      |
| 1850                                            | 21,822  |               | 130.1% |
| 1860                                            | 62,717  |               | 187.4% |
| 1870                                            | 129,067 |               | 105.8% |
| 1880                                            | 187,944 |               | 45.6%  |
| 1890                                            | 275,126 |               | 46.4%  |
| 1900                                            | 386,048 |               | 40.3%  |
| 1910                                            | 537,231 |               | 39.2%  |
| 1920                                            | 629,154 |               | 17.1%  |
| 1930                                            | 690,730 |               | 9.8%   |
| 1940                                            | 652,040 |               | −5.6%  |
| 1950                                            | 647,437 |               | −0.7%  |
| 1960                                            | 610,734 |               | −5.7%  |
| 1970                                            | 607,839 |               | −0.5%  |
| 1980                                            | 556,972 |               | −8.4%  |
| 1990                                            | 553,099 |               | −0.7%  |
| 2000                                            | 608,975 |               | 10.1%  |
| 2010                                            | 634,266 |               | 4.2%   |
| 2012年估计                                      | 652,302 | [ 16 ] [ 17 ] | 2.8%   |
| Historical sources: 1790-1990 1970-201020002010 |         |               |        |

哈德遜郡是紐澤西州內人口密度最高的郡。
- 郡內唯一列入美國百大人口城鎮的城市是泽西市。根據美国人口普查局2012年的估計，排名為全美第75名[22]。
- 在五萬人以上的城鎮中，友聯市是美國人口密度最高的城鎮[23][24]。
- 北伯根為全美僅次於舊金山的第二多丘密集的城市[25]。
- 北哈德遜（英语：North Hudson, New Jersey）是維霍肯到北博根之間城鎮的集合體稱呼，有美國內僅次於邁阿密的第二大古巴裔美國人人口[24]。
- 澤西市是美國內族群多樣第21名的城市，但在美國東岸則是族群多樣最高的城市[26]。
- 哈德遜郡許多人為美國外出生，其中西紐約有65.2%、友聯市有58.7%、古騰堡有48.7%的人口為國外出生[27]。

## 其他連結
- 哈德遜郡政府（页面存档备份，存于）